# Санта Круз (острво)
Санта Круз (енгл. Santa Cruz Island) је острво САД које припада савезној држави Калифорнија. Површина острва износи 254 km². Према попису из 2000. на острву је живело 2 становника.